# حوضه باز
نقطه تمرکز در یک حوضه آبریزی اساس بسیاری از محاسبات و برداشت‌ها نسبت به آن حوضه آبریزی است.
اگر حوضه آبریزی دارای نقطه تمرکزی خارج از خود حوضه باشد حوضه باز نامیده می‌شود و اگر نقطه تمرکز در داخل حوضه باشد، حوضه بسته نامیده می‌شود.